# 紺碧の天空
『紺碧の天空』（こんぺきのてんくう、原題：Under a Mediterranean Sky）は、イギリスのギタリスト、スティーヴ・ハケットが2021年に発表したスタジオ・アルバム。

## 背景
ハケットのスタジオ・アルバムとしては、『トリビュート』（2008年）以来のアコースティック作品である。地中海周辺の旅行にインスパイアされた内容で、ハケットはギターだけでなくウードやチャランゴも演奏した。本作のレコーディングは2020年のロックダウン中に行われ、ハケット自身は「このご時勢、本当の旅行ができないので、このアルバムで旅行気分になってもらえると嬉しい。腰を据えて聴いてもいいし、ワインを飲みながら夢心地になってもらってもいいし」とコメントしている。

## 反響・評価
母国イギリスでは、2021年2月4日付の全英アルバムチャートで52位を記録するが、翌週にはトップ100圏外に落ちた。スイスでは2021年1月31日付のアルバム・チャートで20位に達した。
マルコム・ドームはloudersound.comにおいて5点満点中3.5点を付け「頻繁に聴きたくなるタイプのアルバムではないが、時折リラックスしたい時や、日々の世知辛い現実から逃れたい時には、この優美で謎めいた音楽に耽溺したくなる」と評している。

## 収録曲
特記なき楽曲はスティーヴ・ハケット、ジョー・ハケット、ロジャー・キングの共作。
1. 城壁の街、マルタ "Mdina (The Walled City)" (Steve Hackett, Roger King) - 8:45
2. 紺碧のアドリア海 "Adriatic Blue" (S. Hackett) - 4:51
3. 地中海の風、シロッコ "Sirocco" - 5:13
4. 歓喜の心 "Joie de Vivre" (S. Hackett, Jo Hackett) - 3:41
5. 神話の記憶 "The Memory of Myth" - 3:28
6. ドメニコ・スカルラッティのソナタ "Scarlatti Sonata" (Domenico Scarlatti) - 3:40
7. 牧神の家 "Casa del Fauno" (S. Hackett, R. King) - 3:51
8. 修道僧と魔人 "The Dervish and the Djin" - 4:57
9. 愛の神話 "Lorato" (S. Hackett) - 2:29
10. アンダルシアへの憧憬 "Andalusian Heart" - 5:34
11. 地中海への誘い "The Call of the Sea" - 4:44

## 参加ミュージシャン
- スティーヴ・ハケット - ナイロン弦ギター、アコースティック・ギター、ウード、チャランゴ
- ロジャー・キング - キーボード、プログラミング、オーケストラ・アレンジ
- クリスティン・タウンゼント - ヴァイオリン(on #5, #10)
- ロブ・タウンゼント - フルート、サクソフォーン(on #7, #8)
- ジョン・ハケット - フルート(on #7)
- Malik Mansurov - タール(on #8)
- Arsen Petrosyan - ドゥドゥク(on #8)
- フランク・アヴリル - オーボエ(on #10)